# Estratto dagli archivi segreti della polizia di una capitale europea
Pour plus de détails, voir Fiche technique et Distribution.
Estratto dagli archivi segreti della polizia di una capitale europea est un film d'épouvante fantastique hispano-italien sorti en 1972 et réalisé par Riccardo Freda.
Sorti en décembre 1972 en Italie et en septembre 1974 en Espagne, ce film n'a pas été distribué en dehors de ces deux pays et n'a pas été doublé en français ni en anglais mais seulement sous-titré. En 2004, il a été restauré et projeté à la 61e Mostra de Venise dans le cadre de la rétrospective Storia Segreta del Cinema Italiano: Italian Kings of the Bs.

## Synopsis
Après un voyage en voilier, un groupe de hippies — Jane, Bill, Joe et Fred — traverse la campagne anglaise lorsque leur voiture tombe en panne d'essence. Alors que la pluie tombent à verse, ils trouvent refuge sur un grand domaine appartenant à Lord et Lady Alexander, qui leur proposent de faire le plein et les invitent à passer la nuit.
Plus tard dans la soirée, Jane entend de la musique émanant du sous-sol et part à la recherche de la source. Elle découvre une pièce secrète où les Alexandre pratiquent une messe noire avec de nombreux adorateurs du diable. Lorsqu'ils se rendent compte qu'elle les épie, ils tentent de se servir d'elle pour un sacrifice humain. Bill, Joe et Sam partent sur ses traces et s'affrontent avec les cultistes. Au cours de la bagarre, Bill poignarde Lady Alexander dans l'estomac et la tue. Les cultistes, voyant leur cérémonie sacrificielle compromise, deviennent fous et s'attaquent les uns aux autres avec des machettes et des épées.
Jane, Bill, Joe et Fred courent jusqu'à leur voiture et s'échappent de l'enceinte du château, fuyant dans la nuit. Ils arrivent à la maison de la mère de Bill plus tard dans la soirée. Mais cette dernière, en colère à cause d'un collier disparu que Jane avait volé auparavant, leur ordonne de rester à l'hôtel. Au lieu de cela, ils prennent des motos pour se rendre à la maison de campagne du père de Bill. Au journal télévisé du soir, on retransmet les dernières informations sur le massacre dans la propriété des Alexanders. Dans le reportage, un collier cassé - celui que Jane avait volé - ainsi qu'une guitare laissée par Bill, sont notés comme preuves, et il est également indiqué que Lady Alexander a disparu. La police suppose que des « hippies » pourraient être responsables et compare la scène de crime au meurtre de Sharon Tate.
Après s'être endormi à l'étage, Fred se réveille et constate que Bill a disparu. Il le cherche et trouve son cadavre dans un placard. Plus tard, Fred est lui-même retrouvé la gorge tranchée dans la salle de bains. Jane et Joe fuient la maison et s'enfoncent dans les bois sur une moto. Ils s'arrêtent dans une prairie pour se reposer et commencent à s'embrasser. Joe baisse les yeux sur Jane et voit la chair autour de sa bouche se nécroser. Terrifié, il s'enfuit en moto, mais il a un accident qui le projette dans un étang. Jane apparaît au bord de l'étang, le visage pâle mais la bouche restaurée. Joe la supplie de l'aider, mais elle le regarde se noyer en silence.
Plus tard, Jane se trouve dans un établissement psychiatrique, où elle est interrogée par des psychologues et des médecins. Dans sa chambre, elle est confrontée à une apparition de Lady Alexander, qui la poignarde à mort. L'apparition quitte ensuite l'hôpital et monte dans un taxi, demandant au chauffeur de la conduire à la villa. Il est sous-entendu que lors de la tentative de sacrifice, l'esprit de Lady Alexander s'est emparé du corps de Jane et s'est disputé le contrôle de celui-ci, tuant ainsi les trois hommes.

## Fiche technique
- Titre original italien : Estratto dagli archivi segreti della polizia di una capitale europea[3] (litt. « Extrait des archives secrètes de la police d'une capitale européenne »)
- Titre espagnol : Trágica ceremonia en Villa Alexander
- Réalisateur : Riccardo Freda
- Scénario : Mario Bianchi
- Photographie : Francisco Fraile
- Montage : Jolanda Benvenuti (it), Angel Serrano
- Musique : Stelvio Cipriani
- Décors : Rafael Ferri
- Producteur : José Gutiérrez Maesso
- Société de production : Produzioni Internazionali Associate (PIA), Televisión y Cine S.A. (TECISA)
- Pays de production :  Italie -  Espagne
- Langue de tournage : italien
- Format : Couleur (Eastmancolor) - 1,85:1 - Son mono - 35 mm
- Genre : Film d'épouvante fantastique
- Durée : 85 minutes
- Dates de sortie :	
  - Italie : 20 décembre 1972
  - Espagne : 9 septembre 1974

## Distribution
- Camille Keaton : Jane
- Tony Isbert : Bill
- Maximo Valverde (es) : Joe, le gitan
- Giovanni Petrucci : Fred, le troubadour
- Irina Demick : La mère de Bill
- Luigi Pistilli : Lord Alexander
- Luciana Paluzzi : Lady Alexander
- Paul Müller : Le psychiatre
- Josè Calvo : Sam
- Beni Deus : Ferguson
- Milo Quesada : L'agent de police
- Elsa Zabala : La sorcière adoratrice de Satan
- José Calvo : Le pompiste

## Production
Le générique de la version espagnole du film liste comme co-scénariste José Gutiérrez Maesso et Leonardo Martin. Ils n'ont pas effectivement contribué au scénario et leurs noms sont indiqués seulement pour la forme afin que le film acquiert légalement le statut de coproduction hispano-italienne.
Les extérieurs ont été tournés en Espagne dès juin 1972. Selon l'historien Roberto Curti, il est probable qu'un second réalisateur, du nom de Fillipo Walter Ratti, ait contribué à tourner une partie du métrage. Jacqueline Freda, la fille de Riccardo, qui était présente sur le plateau, déclare que son père a été présent sans exception pendant tout le tournage. Cependant, Curti estime qu'en lisant le scénario original du film, on en déduit qu'au moins deux scènes ont été filmées par Ratti : d'abord, la scène où le cadavre de Bill est découvert le visage teint en bleu, et également la scène où Fred se fait égorger dans les toilettes. Les effets spéciaux ont été réalisés par l'artiste Carlo Rambaldi.